# Ion Gheorghe Popa
Ion Gheorghe Popa (n. 9 aprilie 1948) este un politician român din județul Maramureș. A fost ales senator în legislatura 1990-1992 pe listele partidului FSN și deputat în legislatura 1992-1996 pe listele PDSR. Ion Gheorghe Popa a absolvit Academia de Înalte Studii Militare. În cadrul activității sale parlamentare în legislatura 1990-1992, Ion Gheorghe Popa a fost membru în grupul parlamentar de prietenie cu Republica Franceză-Senat.